# Counter Attack
Counter Attack (上瘾), aussi connu sous Falling In Love With A Rival, est une web-série basée sur le roman boys' love Strike Back de Chai Jidan (柴鸡蛋).
Ce drama devait avoir un seconde saison, mais elle fut annulée par le gouvernement chinois.
Une nouvelle version plus longue et plus détaillée connue sous le nom Revenged Love (逆爱) à été diffusée de juin à août 2025, cette dernière comprend 24 épisodes.

## Synopsis
Wu Suowei a été abandonné par sa petite-amie. Pour se venger d'elle, il décide de séduire son nouveau petit-ami.

## Distribution
- Feng Jian Yu: Wu Suowei
- Wang Qing: Chi Cheng
- Zhang Jie Xi: Yue Yue